# Stróganov

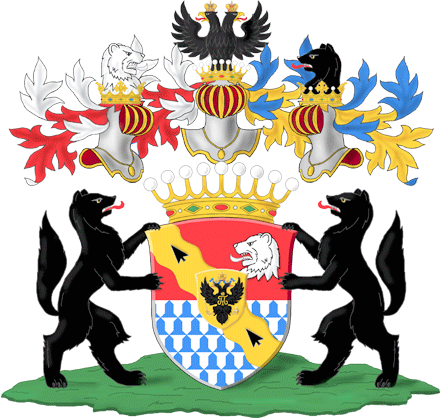
Uno de los escudos históricos de los Stróganov (1836).

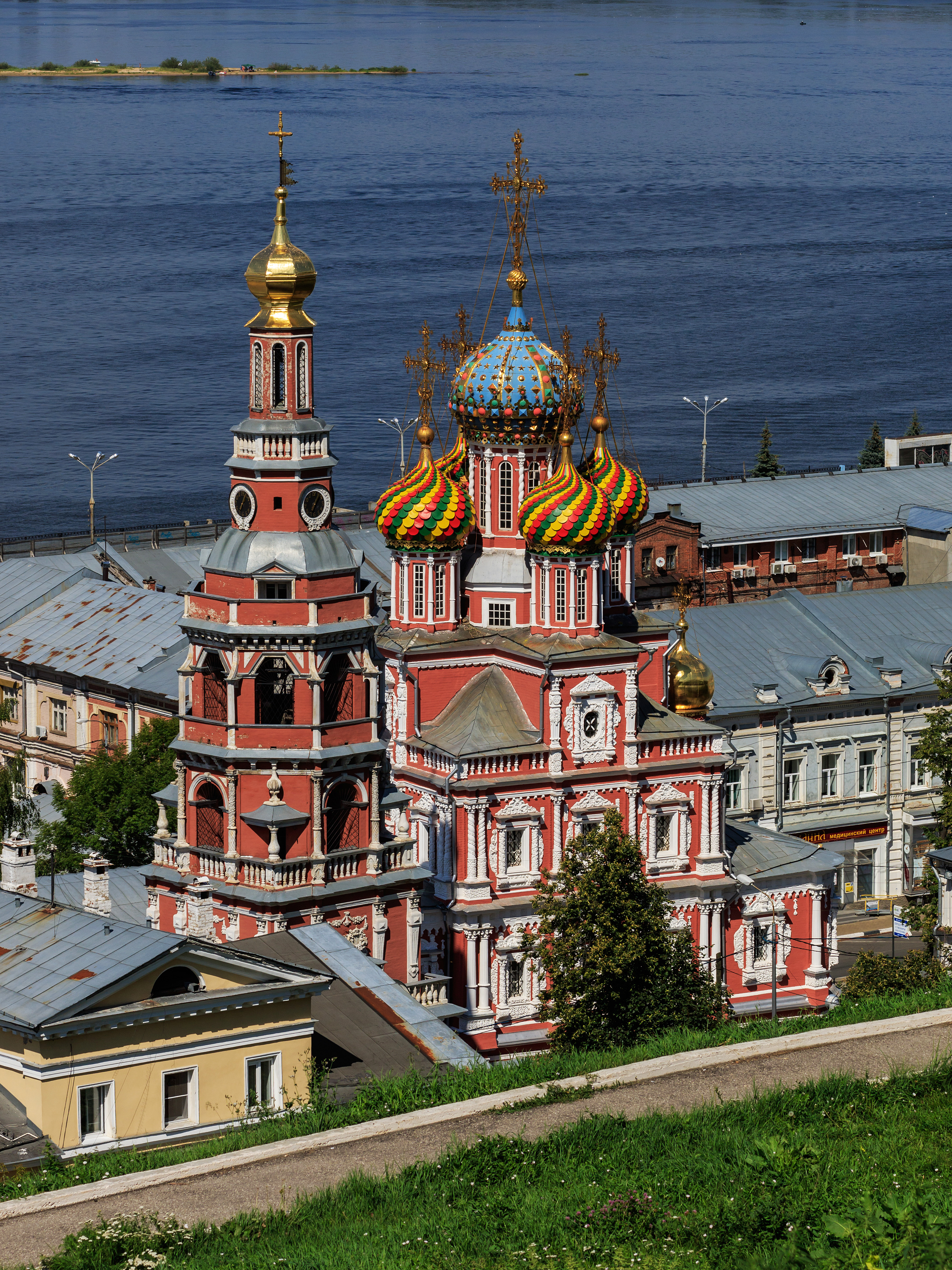
Iglesia de la Natividad, financiada por los Stróganov en Nizhni Nóvgorod.

Los Stróganov o Strógonov (ruso: Строгановы, Строгоновы), también escrito a la francesa Stroganoff, eran una familia de exitosos comerciantes, industriales, terratenientes y hombres de estado rusos de entre el siglo XVI y el siglo XX, a los que se otorgó rango de nobleza.

## Orígenes
La familia Stróganov originalmente era una familia de campesinos pomor, en el subártico ruso -región del Mar Blanco. Fiódor Lukich Stróganov, el progenitor de la familia, se afincó en Solvychegodsk, en el norte ruso, a finales del siglo XV. Su hijo, Anikéi Fiódorovich Stróganov (1488-1570), abrió una salina en 1515, que se convertiría posteriormente en una gran industria. En 1558, Iván el Terrible le dio en posesión a él y a sus sucesores vastas tierras en lo que en ese momento era el límite oriental de Rusia, a lo largo de los ríos Kama y Chusovaya.
En 1566, a su petición, sus tierras fueron incluidas en la Opríchnina, un territorio regido bajo la autoridad directa de Iván el Terrible. Arrebataron las tierras a la población local mediante la conquista y la colonización con campesinos rusos. Allí, los Stróganov desarrollaron la agricultura, la caza, las salinas, la pesca y la minería en estas áreas. Construyeron ciudades y fortalezas, suprimiendo a los rebeldes locales con la ayuda de un pequeño ejército privado (cuyas unidades eran conocidas como druzhina), y anexionando nuevas tierras en los Urales y Siberia en favor de Rusia.
Semión Anikéyevich Stróganov (1609†) y los nietos de Anikéi, Maksim Yákovlevich Stróganov (1620-30†)y Nikita Grigóriyevich Stróganov (1620†) financiaron la campaña siberiana de Yermak Timoféyevich de 1581.
Durante el período de la intervención polaca a principios del siglo XVII, los Stróganov ofrecieron hombres y apoyo militar al gobierno ruso (también 842000 rublos), por lo que fueron distinguidos en 1610.
En el siglo XVII, los Stróganov invirtieron firmemente en la industria de sal de Solikamsk. En la década de 1680, Grigory Dmitriyevich Stróganov (1656-1715) unió todas las tierras dispersas por los herederos de los hijos de Anikéi Stróganov. También se anexionó las salinas de la familia Shústov y de la familia Filátiyev. En el siglo XVIII, los Stróganov establecieron varias herrerías y fundiciones de
cobre en los Urales.
La familia Stróganov construyó varias iglesias remarcables - en estilo barroco Naryshkin- a lo largo de Rusia a finales del siglo XVII y principios del XVIII. Entre ellas se incluye la Catedral de la Presentación de María (Введенский собор) en Solvychegodsk (1688-1696), la Iglesia de Nuestra Señora de Kazán en Ustiuzhna (1694), la Iglesia de Nuestra Señora de Smolensk (церковь Смоленской Богоматери) en Gordéyevo (actualmente parte del distrito de Kanávino en Nizhny Nóvgorod) -1697, y la Iglesia de la Natividad de Nizhny Nóvgorod (empezada en 1697 y consagrada en 1719).

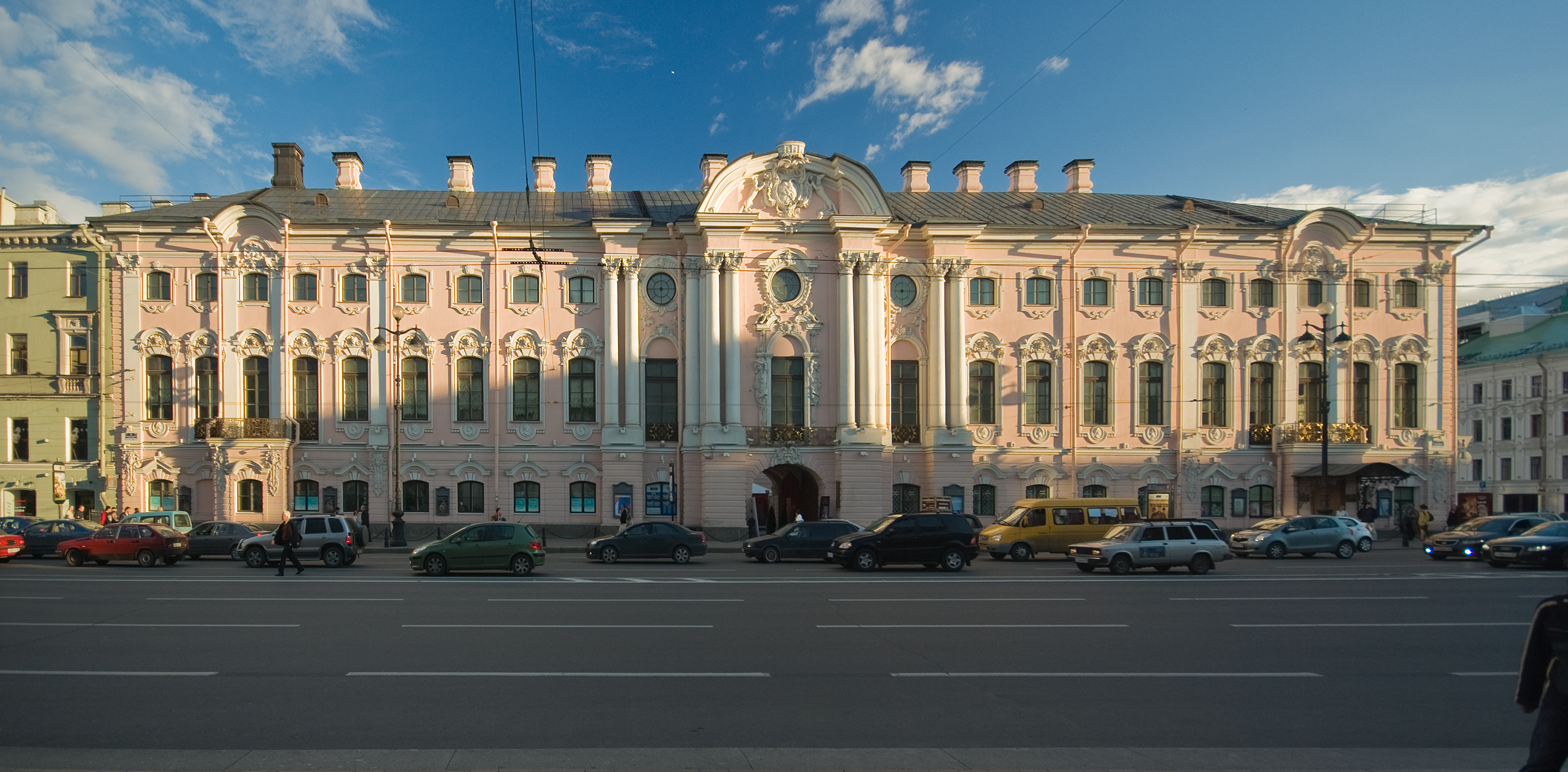
Palacio Stróganov.

## Barones Stróganov

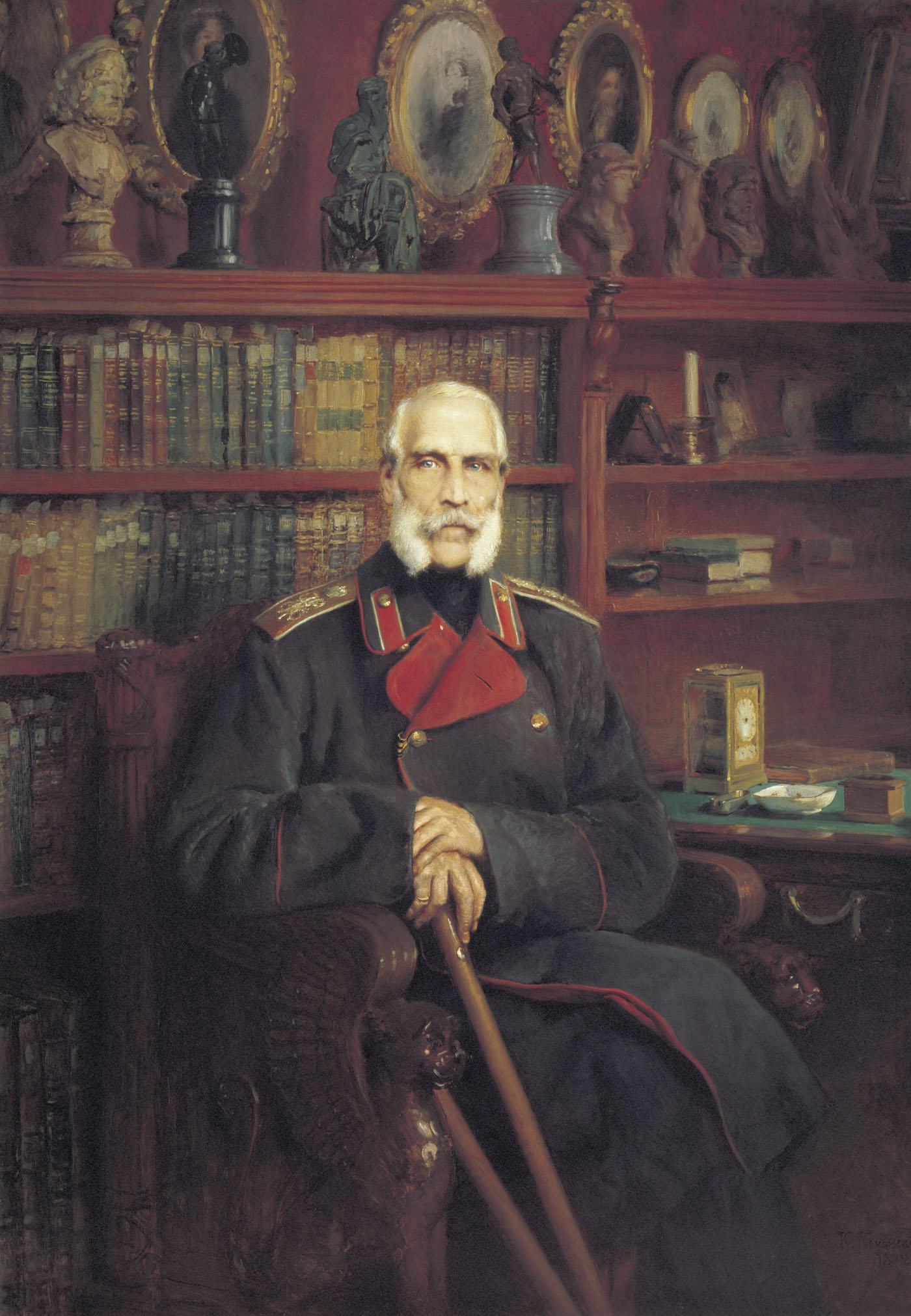
Serguéi Grigórievich Stróganov por Konstantin Makovsky, 1881.

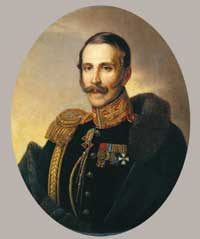
Serguéi Grigóriyevich Stróganov, primera mitad del.

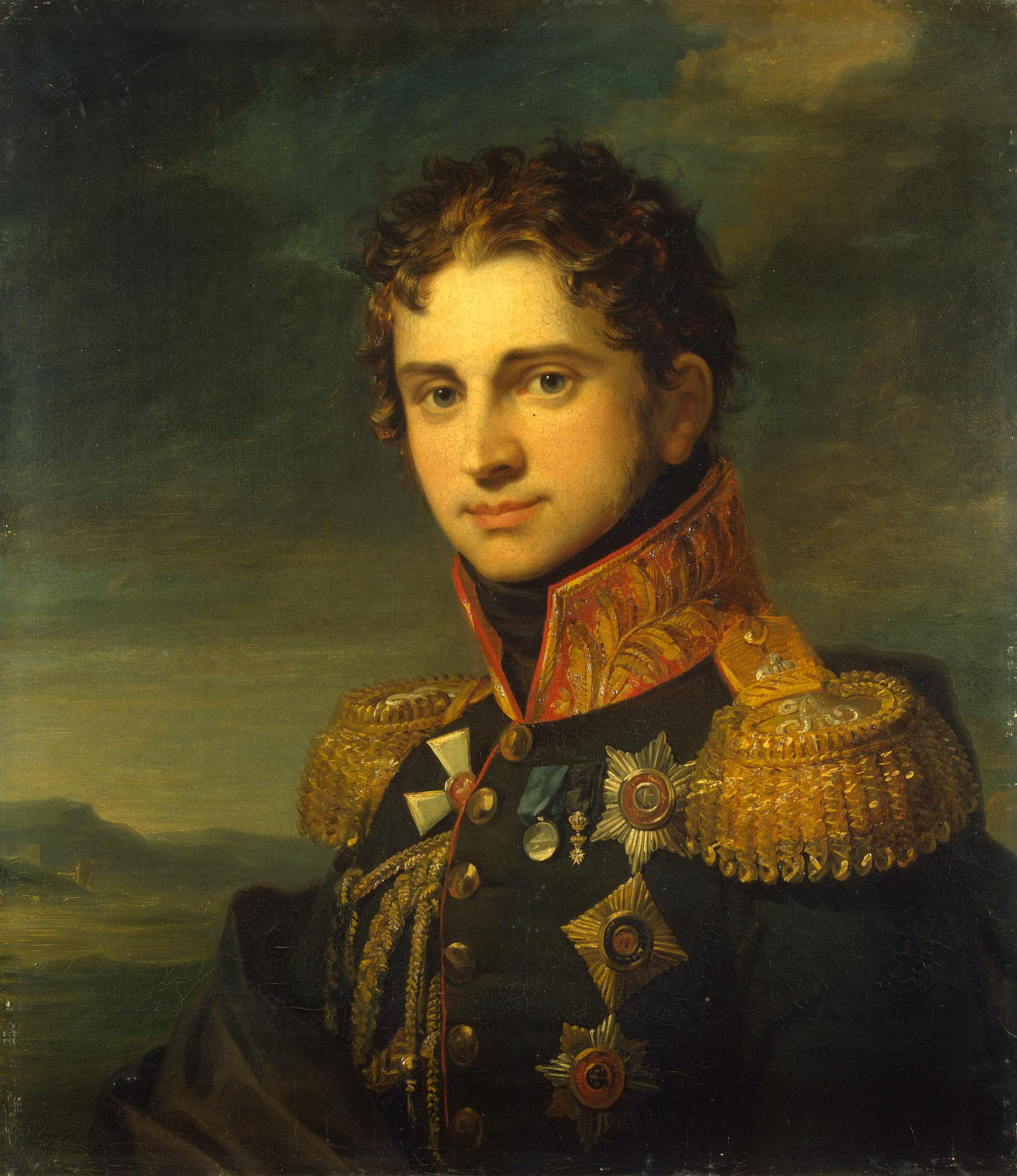
Pável Aleksándrovich Stróganov (1774 - 1817).

Durante la Gran Guerra del Norte de 1700-1721, los Stróganov le dieron un gran apoyo financiero al gobierno de Pedro I el Grande, por lo que Aleksandr Grigóriyevich Stróganov, Nikolái Grigóriyevich Stróganov y Serguéi Grigóriyevich Stróganov fueron elevados al rango de barón en 1722 y posteriormente al de conde.
Desde entonces, los Stróganov fueron miembros de la aristocracia rusa y ejercieron importantes cargos en el gobierno:
- Serguéi Grigóriyevich Stróganov (1707-1756) jugó un importante papel durante el reinado de Isabel Petrovna.

- Su hijo Aleksandr Serguéyevich Stróganov (1733-1811) fue miembro de la comisión para elaborar el nuevo código de leyes durante el reinado de Catalina la Grande. A finales del siglo XVIII y principios del XIX, ejerció diferentes cargos, tales como presidente de la Academia Rusa de Artes, director de arte de la Biblioteca Pública, y miembro del Consejo de Estado.

- Pável Aleksándrovich Stróganov (1772-1817) fue miembro del Comité de Privados (Негласный комитет) de Alejandro I y asistente del ministro de Interior.

- Serguéi Grigóriyevich Stróganov (1794-1882) fue el gobernador general de Moscú entre 1859 y 1860. Fundó el Instituto Stróganov de Artes e Industria de Moscú en 1825 (ahora Московская государственная художественно-промышленная академия имени С. Г. Строганова).

- Aleksandr Grigóriyevich Stróganov fue ministro de Interior entre 1839 y 1841 y miembro del Consejo de Estado desde 1849.

Muchos Stróganov han sido conocidos por su interés en el arte, la literatura, la historia, y la arqueología. Tenían por costumbre el poseer ricas bibliotecas, colecciones de pintura, monedas, medallas, etc. El Palacio Stróganov (ahora uno de los edificios del Museo Ruso) está entre las mejores vistas del Nevsky Prospekt en San Petersburgo.

## Tiempos modernos

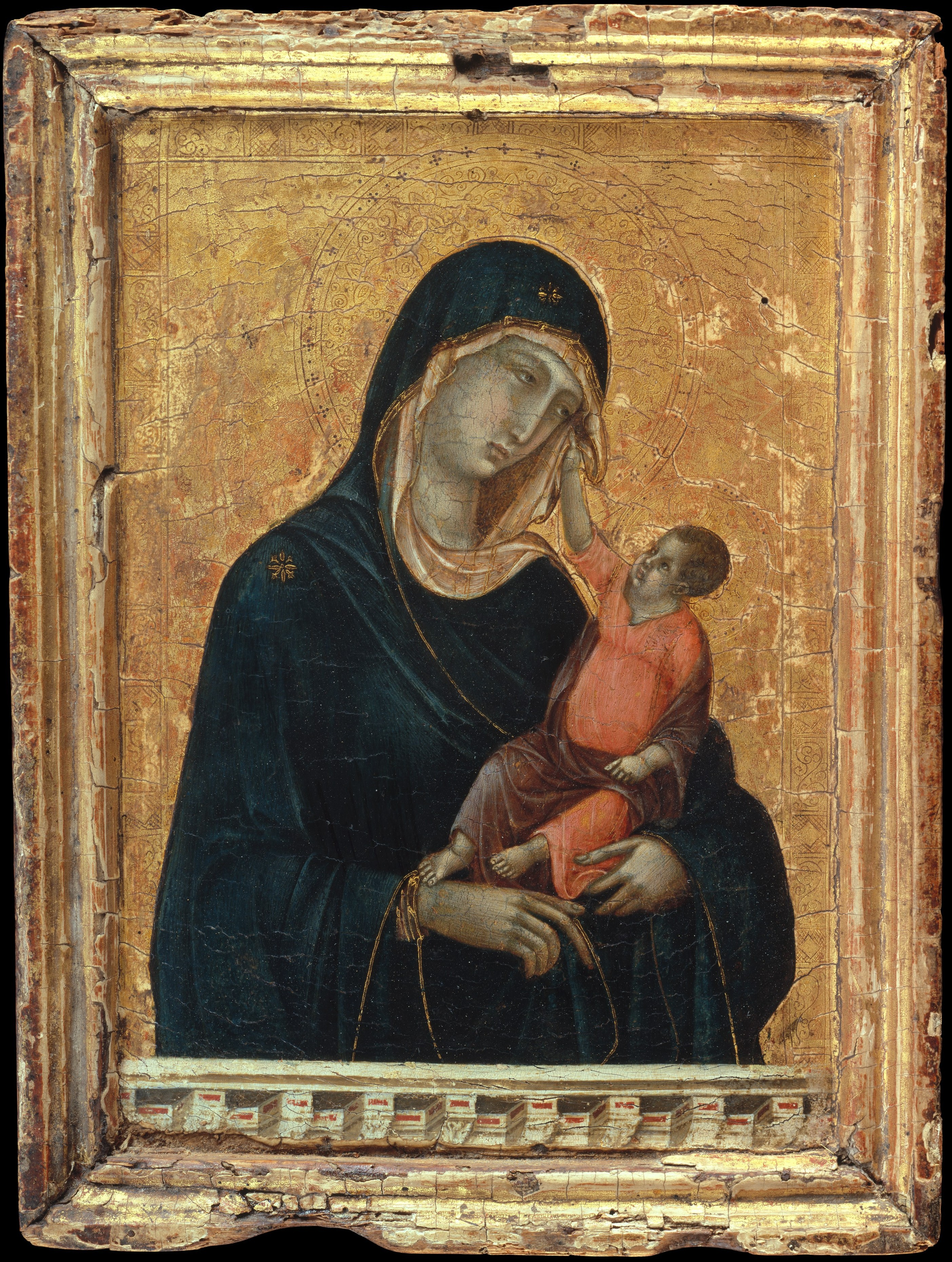
Virgen con Niño

Después de la Revolución rusa de 1917 los Stróganov emigraron con el Movimiento Blanco y toda la propiedad familiar fue nacionalizada.
En 1992 fue creada en el Estado de Nueva York una corporación sin ánimo de lucro: la Fundación Stróganoff que se dedica a la conservación y la restauración de la herencia rusa de los Stróganov. El establecimiento de esta fundación fue inspiración de la baronesa Hélène de Lundinghausen, que vive en París y cuya madre, la princesa Xenia Aleksándrovna Shcherbátova-Stróganova, nació en el Palacio Stróganov.

## Términos relacionados
- Filete Stroganoff, llamado así por un chef de la familia.
- Escuela Stróganov de pintura de iconos.